# Pieve di Sant'Andrea a Limone
La pieve di Sant'Andrea di Limone si trovava in località Limone, nel comune di Livorno.
La pieve, soppressa nel 1277, venne inglobata in una villa (la  villa di Limone) dove è tuttora visibile una piccola cappella dedicata ai santi Pietro e Paolo che ne testimonia l'antica esistenza. Nel 1796 l'oratorio fu visitato dall'arcivescovo di Pisa.
Il Piombanti, nel 1903, vi attesta la presenza di una lapide in cui si legge: "Vetus sacellum Deo O. M. et Petro et Paulo ap. dicatum, Joan. Adulphus Romanovicius restauravit, ornavit, et sacrario auxit. An. 1829".
La villa, citata persino in un documento del 949, appartenne nell'Ottocento ai Bartolommei (vi dimorò pure la poetessa Angelica Palli) ed ospitò l'esule Carlo Luigi Napoleone, che in seguito divenne imperatore col titolo di Napoleone III.
Durante la seconda guerra mondiale il complesso fu occupato dalle truppe alleate che realizzarono alcune caricature dei principali personaggi dell'epoca, ancor oggi visibili.